# Verdades verdaderas, la vida de Estela
Verdades verdaderas, la vida de Estela – argentyńsko-hiszpańsko-wenezuelski dramat biograficzny z 2011 roku w reżyserii Nicolása Gil Lavedry. Film opowiada historię argentyńskiej działaczki praw człowieka Esteli Barnes de Carlotto. Zdjęcia kręcono w Buenos Aires.